# Ciprian Straut
Ciprian Straut (* 25. Dezember 1982) ist ein rumänischer Badmintonspieler. 

## Karriere
Ciprian Straut wurde im Jahr 2000 sowohl bei den Junioren als auch bei den Erwachsenen rumänischer Meister. Im Folgejahr siegte er bei den Junioren im Einzel und im Mixed sowie bei den Erwachsenen im Doppel.

## Sportliche Erfolge
| Saison | Veranstaltung                                | Disziplin    | Platz | Name                              |
| ------ | -------------------------------------------- | ------------ | ----- | --------------------------------- |
| 2000   | Rumänien: Einzelmeisterschaften der Junioren | Mixed        | 1     | Ciprian Straut / Irina Popescu    |
| 2000   | Rumänien: Einzelmeisterschaften              | Herrendoppel | 1     | Florin Posteucă / Ciprian Straut  |
| 2001   | Rumänien: Einzelmeisterschaften der Junioren | Mixed        | 1     | Ciprian Straut / Alexandra Olariu |
| 2001   | Rumänien: Einzelmeisterschaften der Junioren | Herreneinzel | 1     | Ciprian Straut                    |
| 2001   | Rumänien: Einzelmeisterschaften              | Herrendoppel | 1     | Florin Posteuca / Ciprian Straut  |